# ヴァレンティン・カタソノフ
ヴァレンティン・ユーリェヴィチ・カタソノフ（ロシア語: Валенти́н Ю́рьевич Катасо́нов、英語: Valentin Yuryevich Katasonov、1950年4月5日 - ）は、ロシアの科学者、経済学者。

## 学歴・活動
1972年、ソビエト連邦（現: ロシア）のモスクワ国際関係大学国際経済関係学部を卒業し、対外貿易経済学の学位を取得する。1976年、博士論文として『アメリカ合衆国における環境保護に関しての国家の独占規制』を発表した。1976年から1977年まで、また2001年から2018年までモスクワ国際関係大学で教職を務めた。1991年、博士論文『地球環境状況の悪化に伴う経済生活の国際化の特徴（政治的・経済的側面） 』を発表した。1991年-1993年国連国際経済社会問題局DIESAのコンサルタント。1993年-1996年 欧州復興開発銀行総裁直属の諮問委員会の一員である。